# Carlos Alves
Pour les articles homonymes, voir Alves (homonymie) et Júnior.
Carlos Alves Júnior est un footballeur portugais né le 10 octobre 1903 à Lisbonne et mort le 12 novembre 1970.

## Biographie
Il porte des gants noirs, comme son petit-fils João Alves, lui aussi international.
En équipe du Portugal, il reçoit 18 capes entre 1928 et 1933. Il fait partie de l'équipe qui participe aux Jeux olympiques 1928 à Amsterdam.

## Carrière
- 1927-1933 :  Carcavelinhos FC
- 1934-1935 :  Académico Porto
- 1935-1936 :  FC Porto[3],[4],[5]

## Palmarès
Avec le FC Porto :
- Champion de Porto en 1936